# Perxe (Batea)
El perxe és una construcció a la vila de Batea (Terra Alta) inclosa a l'Inventari del Patrimoni Arquitectònic de Catalunya. El perxe o cobert és un element medieval molt corrent a la Terra Alta, malgrat que, els darrers anys, molts d'aquests s'han perdut per facilitar la circulació rodada. A pesar de tot, Batea és el màxim exponent de la zona i no constitueixen un element aïllat sinó una imatge que es va repetint que marca la personalitat del barri vell. Són elements que usen l'arc apuntat més o menys sencer, o de mig punt rebaixat de vegades, sempre de pedra. El sostres estan embigats amb fusta que en molts casos no s'encasta directament al mur, sinó que es recolza sobre altres paral·leles i adossades al mur mitjançant mènsules. Els paraments interiors solen tenir portades adovellades, moltes de les quals, avui dia estan cegades. La major part d'aquests perxes estan pujant pel carrer Major, a mà dreta, sobretot al carrer Cavaller, al carrer del Mig o Sant Miquel.